# Soupe à l'ail

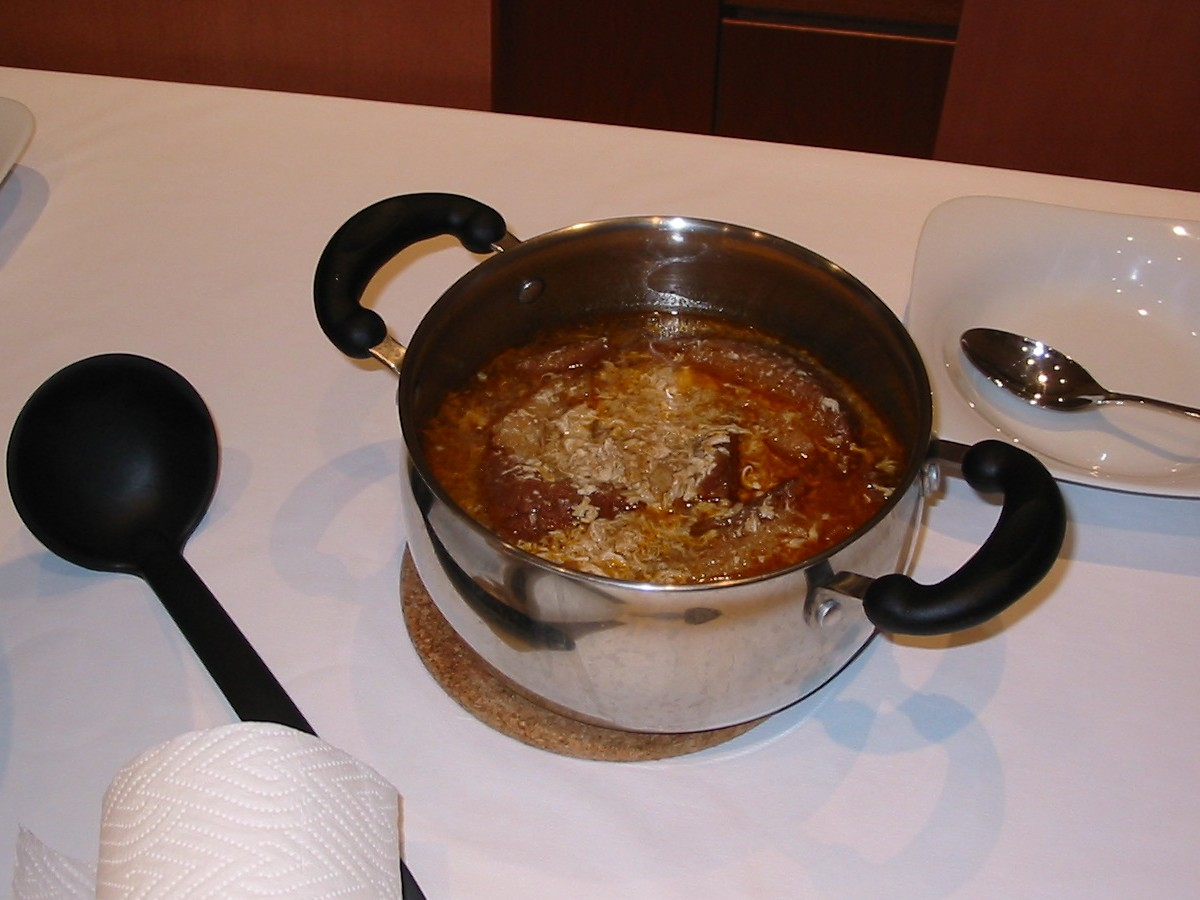
Soupe à l'ail prête à servir.

La soupe à l'ail (en espagnol : sopa de ajo) est une soupe typiquement castillane contenant principalement de l'eau ou du bouillon, du pain (le plus souvent rassis), du paprika, du laurier, de l'ail et de l'huile d'olive. C'est une soupe d'humble origine et qui a, comme tout plat populaire, de nombreuses variantes selon l'économie familiale et les goûts du cuisinier. Il est fréquent qu'on ajoute d'autres ingrédients tels que des œufs, des saucisses, du lard rôti, du jambon, etc. Dans certaines régions du centre (Castille-León et Madrid) et du nord de l'Espagne, c'est aujourd'hui un plat associé à la cuisine de la Semana Santa (Pâques).